# Centralværkstedet
Centralværkstedet, også kaldet Centralværkstederne, er et jernbaneværksted i Aarhus. Det startede i 1862 som Jernbaneværkstedet og blev fra 1867 hovedværksted for de jysk-fynske statsbaner. Det blev delvis afviklet i 1990 og helt nedlagt i 2009. Bygningerne fungerer i dag som eventsted ejet af Comwell A/S.

## Historien
Jernbaneværkstedet blev etableret af det engelske entreprenørkonsortium Peto, Brassey and Betts i forbindelse med anlægget af Jyllands første jernbanestrækning mellem Aarhus og Randers i 1862. Under krigen i 1864 fik værkstedsfolkene en speciel opgave: togene blev brugt til at evakuere tropper og materiel fra Aarhus og Randers til Skive, som jernbanen var nået til på det tidspunkt. Her blev stempler og andre vitale dele afmonteret og sendt til København, så tyskerne ikke kunne bruge lokomotiverne.
I 1867 overtog staten det engelske konsorties banestrækninger samt Jernbaneværkstedet, som blev hovedværksted for de jysk-fynske jernbaner og blev ved med at være det under navnet Centralværkstedet, da DSB blev stiftet i 1885. Værkstedet havde ca. 100 ansatte i 1867, knap 300 i 1880 og omkring 750 i år 1900.

### Storhedstiden
Malerværkstedet nedbrændte i 1868, og et større blev opført. Det blev begyndelsen til en række udvidelser af værkstedet og dets tilhørende tjenesteboliger og kontorer. Efter 1884 strakte det samlede værkstedsanlæg sig mellem banegården, Spanien og Jægergårdsgade. I 1920'erne blev Aarhus Godsbanegård med tilhørende rangerbanegård anlagt i Mølleengen, og her opførte man i 1927 et filialværksted, som senere blev udvidet flere gange. På dette tidspunkt havde Centralværkstedet i alt ca. 1.000 ansatte.
I 1930'erne havde DSB omkring 750 lokomotiver og motorvogne samt næsten 15.000 vogne, hovedsagelig godsvogne. Omkring halvdelen hørte under Aarhus Centralværksted, som hvert år udførte 7-8.000 vognreparationer og ca. 250 lokomotivreparationer. Ved siden af vedligeholdelses- og reparationsarbejdet udførte værkstedet mange ombygninger af vogne, og værkstedet fremstillede selv stort set alle reservedele og specialredskaber.
Besættelsen var en hård belastning for jernbanemateriellet. Bilerne var stort set sat ud af spillet, og damplokomotiverne, som krævede meget vedligeholdelse, måtte dække hovedparten af det normale transportbehov, hvortil kom den omfattende kørsel for Værnemagten. Pga. materialemangel blev det sværere at holde togene kørende. Mange reparationer måtte laves om efter krigen, og Centralværkstedets samlede mandskab kulminerede i 1949 med 1.850 ansatte.

### Nedlæggelsen
I 1950'erne blev damplokomotiver erstattet med diesellokomotiver, der krævede mindre vedligeholdelse. Omkring 1970 blev mange sidebaner nedlagt, og DSB samlede en større del af værkstedsarbejdet på centralværkstedet i København. Så i slutningen af 1980'erne var der ikke længere brug for Aarhus Centralværksted. Antallet af ansatte var i begyndelsen af 1980'erne faldet til 7-800, for der skete stort set ingen nyansættelser.
I 1990 bestod værkstedet kun af tre afdelinger med ca. 450 ansatte: lokomotivværksted, ombygningsafdeling og komponentafdeling. Lokomotivværkstedet blev flyttet til Sonnesgade, hvor der siden 1925 havde ligget lokomotivremiser. DSB besluttede i 2009 at lukke Centralværkstedet helt og flytte de sidste 160 medarbejdere til andre arbejdspladser.

## Nuværende anvendelse
Da DSB i 1991 søgte om nedrivningstilladelse, blev den ikke godkendt, men de fleste bygninger blev fredet i 2005.. I alt blev ejendomme på 16.000 m² sat til salg. Idrætscenteret DGI-Huset Aarhus blev i 2003 indrettet i 4 af hallerne. I 2007 fik DGI-Huset også de to nederste etager i Baumannhuset, hvor Centralværkstedet havde haft kontorer. I andre haller er der indrettet bolighus og andre forretninger samt konferencecentret Centralværkstedet, hvor væggene er dekoreret med billeder af værkstedets personale i 1800-tallet. Vognværkstedet ved Spanien blev revet ned i 2014. Administrationsbygningen ejes i dag af ejendomsselskabet Arkmedic, der lejer de enkelte lokaler ud til DGI Fonden, Aarhus Kommune , TEXTA og Search Partners, ligesom at der er planer om at etablere et kontorfællesskab med iværksættervirksomheder i bygningen. Centralværkstedet har desuden fungeret som placeringen for en række foredrag og events, fx Building Green.
- DGI-huset, set fra Bruuns Galleri
- DGI-huset, set fra Jægergårdsgade
- Værkmestergade
- Forretninger i den ombyggede del af Centralværkstedet
- Konferencecentret "Centralværkstedet"
- Kig fra Jægergårdsgade hen over grunden, hvor vognværkstedet lå